# Театральний сезон (фільм)
«Театральний сезон» (рос. «Театральный сезон») — радянський художній фільм 1989 року, знятий режисером Віктором Живолубом на Свердловській кіностудії.

## Сюжет
У центрі фільму — історія кохання журналістки Олени Голіціної та актора Сергія Муратова. Їх пов'язує велике взаємне почуття, але в Сергія є дружина та син. 
Розуміючи, що Олена — його єдине справжнє кохання, Муратов таки не наважується залишити сім'ю.

## У ролях
- Богдан Ступка — Сергій Іванович Муратов, актор театру
- Ольга Конська — Олена Олександрівна Голіцина, журналістка, працює в газеті
- Клара Бєлова — Світлана, дружина Сергія
- Лев Перфілов — Григорій, зав. відділом у редакції газети
- Євген Паперний — Юрій, журналіст, працює в газеті
- Остап Ступка — Вітя (озвучив Сергій Гамов)
- Сергій Сазонтьєв — Антон, головний режисер театру
- Ольга Сумська — Віра Трубнікова, вдова воїна-афганця
- Георгій Дрозд — Леонід Аркадійович Бугров, редактор
- Геннадій Болотов — Віктор Миколайович, черговий редактор
- Ольга Богачова — Катя Смирнова, журналістка, подруга Олени
- В. Гаркуша — епізод
- Григорій Гецов — епізод
- Олег Гущин — актор у виставі у ролі Калігули
- Микола Досенко — співробітник редакції газети
- С. Зайцев — епізод
- Маргарита Криницина — судовий виконавець
- Ніна Колчина-Бунь — офіціантка у кафе
- Т. Концева — співачка у кафе
- Ю. Логінов — епізод
- Юрій Лук'янов — епізод
- Анатолій Лук'яненко — старшина міліції
- Олександра Назарова — мама Олени
- Сергій Пономаренко — новий господар квартири Віри Трубникової
- Наталія Сумська — нова господиня квартири Віри Трубникової
- В. Степанов — епізод
- Микита Третьяков — епізод
- Т. Феоктистова — епізод
- Лідія Чащина — епізод
- Аня Філіппенко — епізод
- Світлана Кондратова — співробітниця газети

## Знімальна група
- Режисер — Віктор Живолуб
- Сценаристи — Наталія Радько, Галина Синельникова
- Оператор — Сергій Гаврилов
- Композитор — Віталій Філіппенко
- Художник — Юрій Істратов